# Phép thuật xám
Phép thuật xám (gray magic hoặc grey magic), còn được gọi là phép thuật trung lập hoặc phép thuật trung tính (neutral magic), là phép thuật không được sử dụng để làm việc tốt, nhưng cũng không được sử dụng để làm việc xấu. Loại phép thuật này được coi là nằm bên trong phạm vi giữa phép thuật trắng và phép thuật đen.

## Tổng quan
Theo D. J. Conway, những người thực hành phép thuật trắng đều tránh gây ra bất kỳ sự tổn hại nào, ngay cả khi mang lại kết quả tích cực. Phép thuật xám hướng tới tất cả các mục đích có lợi của phép thuật trắng, nhưng cũng hướng đến việc loại bỏ thế giới của những điều xấu xa. Ann Finnin nói rằng nhiều người thực hành phép thuật xám sử dụng thuật ngữ này vì sự mơ hồ của nó và để tránh phải suy ngẫm về các vấn đề liên quan đến đạo đức.